# Androdon aequatorialis
Androdon aequatorialis là một loài chim trong họ Trochilidae.
Loài chim này được tìm thấy trong các khu rừng ẩm ướt ở miền tây Colombia, Tây Bắc Ecuador (phía nam tới tỉnh Pichincha), và phía đông Panama (tỉnh Darien).